# JJ Cale
John Weldon Cale (Oklahoma City, 5. prosinca 1938. – La Jolla, 26. srpnja 2013.), poznatiji kao JJ Cale, bio je američki gitarist, pjevač te kantautor. Smatra se tvorcem tzv. fingerpicking načina sviranja gitare, kao i jednim od predstavnika Tulsa zvuka.

## Životopis
Odrastao je u Tulsi, gdje je počeo svirati s 10 godina u lokalnim sastavima. Preseljenjem u Los Angeles početkom 1960-ih počinje njegova glazbena karijera. Zbog velike sličnosti imena s imenom glazbenika Johna Calea iz The Velvet Undergrounda, mijenja ime u JJ. Budući da u Los Angelesu nije imao nekog značajnog uspjeha, te zbog pomanjkanja financijskih sredstava, planirao je povratak u Tulsu. Međutim, 1965. snima pjesmu "After Midnight" koja će napraviti preokret i koja će uz kasniju "Cocaine" obilježiti karijeru Erica Claptona.
Clapton pjesmu "After Midnight" uvrštava na svoj prvi album, koja postaje hit što je Caleu uvelike financijski omogućilo snimanje i izlazak na tržište njegovog prvog albuma Naturally, krajem 1971. i početkom 1972. Ovim albumom Cale je utemeljio svoj gitarski stil i vokalni izraz koji će obilježiti većinu njegovih albuma. Osim pjesme "After Midnight", na albumu su se nalazile i dvije uspješne pjesme: "Call Me the Breeze" koju su obradili mnogi glazbenici, između ostaloga Lynyrd Skynyrd i Johnny Cash, te "Crazy Mama". Iste godine na tragu prvog albuma snima i drugi album Really, obilježen južnjačkim country bluesom.
Album Okie snimljen 1974. donio je lagani odmak prema gospel countryju i hitove "Cajun Moon" i "I Got the Same Old Blues" koji su naknadno obradili mnogi glazbenici (Freddie King, Eric Clapton, Lynyrd Skynyrd, Bryan Ferry i drugi). Albumom Troubadour iz 1976. Cale ne mijenja stil, a na njemu je i pjesma "Cocaine" koju je godinu kasnije Clapton obradio na svom albumu Slowhand i koja je postala praktično njegov zaštitni znak. Niti na sljedeća četiri studijska albuma Cale nije bitno odstupao od bluesa i blues rocka te prigušenog vokala. Nakon šestogodišnje pauze 1990. snima Travel-Log, nešto agresivniji album, ali bez bitne izmjene stila, kao i na sljedeća tri albuma: Number 10, Closer to You i Guitar Man. Sljedeće godine obilježile su suradnje s Leonom Russelom i Ericom Claptonom na albumima In Session iz 2003. te Road To Escondido iz 2006. ali i studijske albume To Tulsa and Back iz 2004. te Roll On iz 2009. Road To Escondido je nagrađen nagradom Grammy za najbolji suvremeni blues album za 2007.
U više od 40 godina djelovanja snimio je četrnaest studijskih albuma, a utjecaj JJ Calea na druge glazbenike bio je velik. U prvom redu to se odnosi na Marka Knopflera i Erica Claptona, ali i mnoge druge glazbenike koji su obrađivali njegove pjesme ili njegovali njegov način glazbenog djelovanja. Iz poštovanja prema Caleu, Clapton je na većini njihovih zajedničkih nastupa stajao desno iza Calea. U čast njemu, Clapton je 2014. organizirao snimanje albuma Eric Clapton & Friends: The Breeze, An Appreciation of JJ Cale, na kojem su nastupili mnogi glazbenici na koje je Cale imao utjecaj: Tom Petty, Mark Knopfler, John Mayer, Willie Nelson i drugi. Za doprinos glazbi, grad Tulsa mu se odužila 5. srpnja koji se od 2004. obilježava kao Dan JJ Calea.

## Diskografija

### Studijski albumi[10]
| - 1972. - Naturally - 1973. - Really - 1974. - Okie - 1976. - Troubadour - 1979. - 5 - 1981. - Shades - 1982. - Grasshopper | - 1983. - #8 - 1990. - Travel-Log - 1992. - Number 10 - 1994. - Closer to You - 1996. - Guitar Man - 2004. - To Tulsa and Back - 2006. - The Road to Escondido - 2009. - Roll On - 2019. - Stay Around |

## Vanjske poveznice
- Službena stranica